# Ryszard Urbanek
Ryszard Urbanek (ur. 18 lipca 1947, zm. 20 października 2016) – polski trener piłkarski.

## Kariera sportowa
Był piłkarzem Pafawagu Wrocław, po zakończeniu kariery sportowej pracował w tym klubie jako trener, następnie był zatrudniony w Okręgowym Związku Piłki Nożnej we Wrocławiu oraz w Śląsku Wrocław jako trener drużyn młodzieżowych. W 1983 został asystentem Aleksandra Papiewskiego w I drużynie Śląska, razem z nim odszedł w 1985 do Zagłębia Wałbrzych. Pod koniec rundy jesiennej sezonu 1988/1989 został I trenerem Śląska w duecie z Wernerem Peterkiem. W rundzie wiosennej tego sezonu został w Śląsku asystentem Romualda Szukiełowicza i pracował na tym stanowisku do końcówki sezonu 1990/1991, kiedy to, na 4 kolejki przed końcem rozgrywek, ponownie został I trenerem wrocławskiej drużyny i prowadził ją przez cały sezon 1991/1992 i początek sezonu 1992/1993. Wiosną 1993 pracował jako trener I-ligowego Zawiszy Bydgoszcz. Od jesieni 1993 do marca 1995 był trenerem II-ligowej Lechii Dzierżoniów, od maja 2001 do września 2003 II-ligowego Polaru Wrocław, następnie pozostał w klubie jako asystent Mariana Putyry. W latach 2005–2009 pracował jeszcze w drużynie MKS Polar Wrocław-Zawidawie (na szczeblu "B" i "A" klasy), a następnie w szkolącym młodzież Parasolu Wrocław.
Został pochowany na Cmentarzu Osobowickim we Wrocławiu.

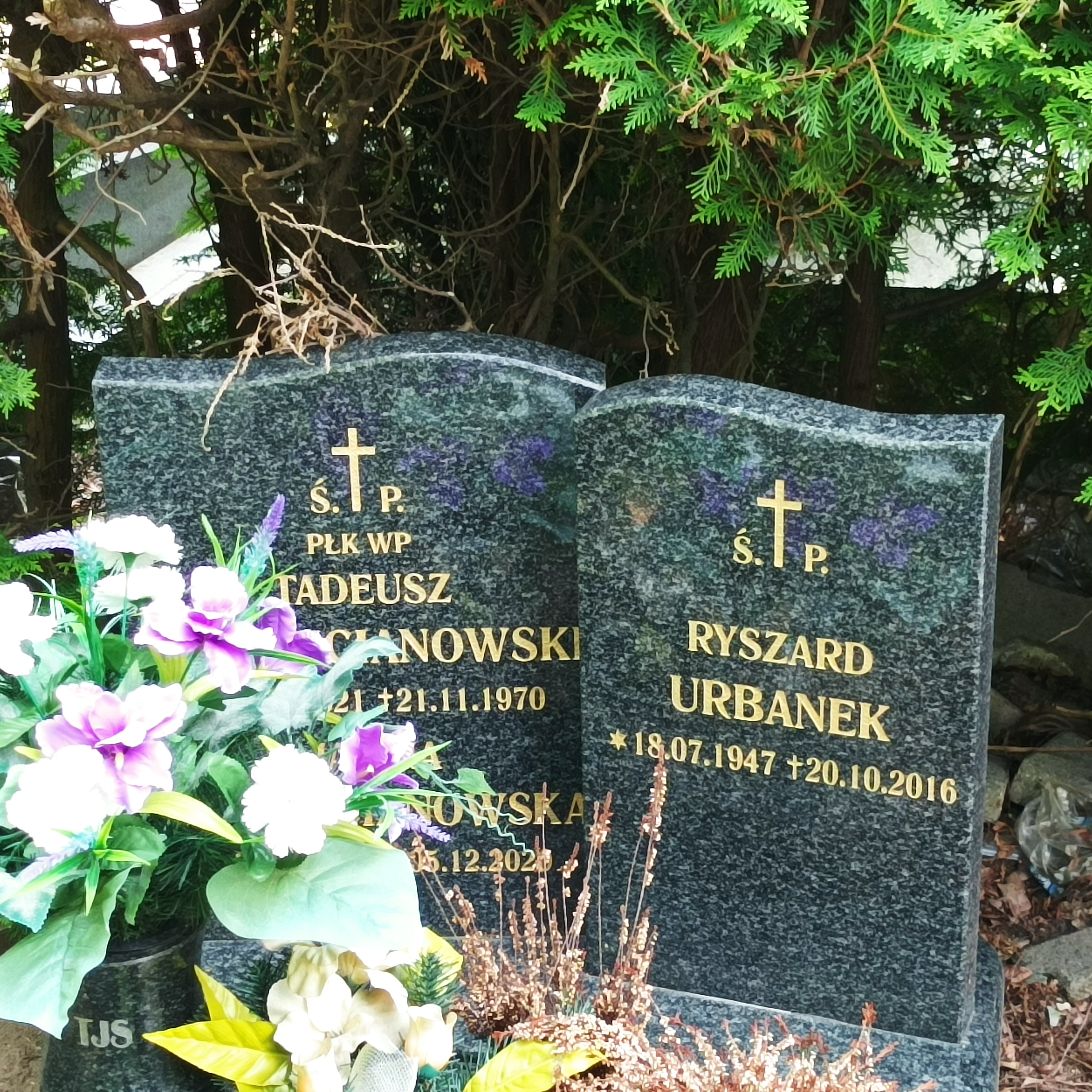
Grób Ryszarda Urbanka na Cmentarzu Osobowickim we Wrocławiu